# Tenjo (ort)
Tenjo är en ort i Colombia.   Den ligger i departementet Cundinamarca, i den centrala delen av landet, 30 km norr om huvudstaden Bogotá. Tenjo ligger 2 580 meter över havet och antalet invånare är 3 858.
Terrängen runt Tenjo är lite kuperad. Runt Tenjo är det tätbefolkat, med 790 invånare per kvadratkilometer. Närmaste större samhälle är Chía, 9,6 km öster om Tenjo. Omgivningarna runt Tenjo är en mosaik av jordbruksmark och naturlig växtlighet.